# Duduka da Fonseca

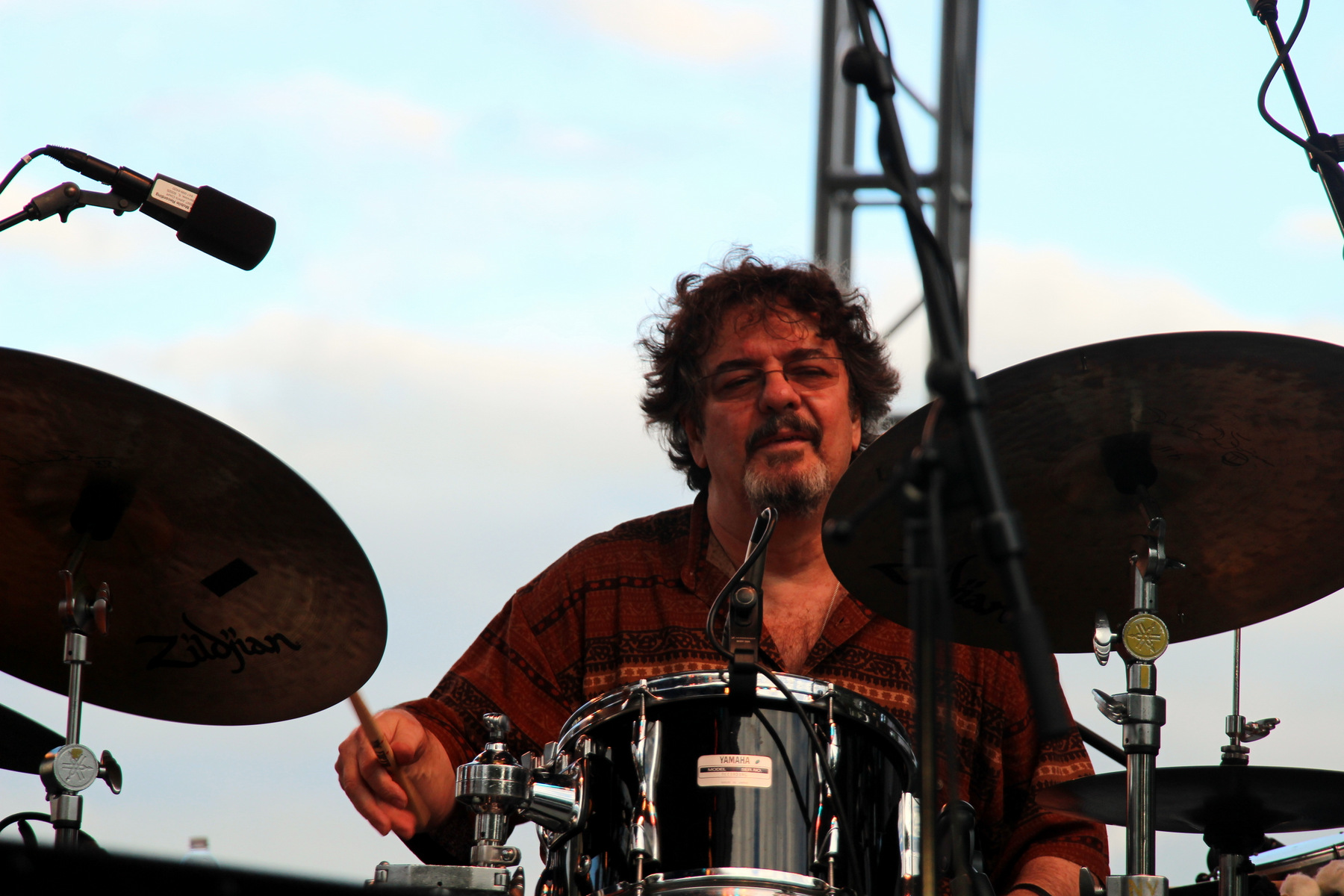
Duduka da Fonseca

Eduardo Moreira „Duduka“ da Fonseca (* 31. März 1951 in Rio de Janeiro) ist ein brasilianischer Schlagzeuger.

## Leben
Duduka da Fonseca begann im Alter von zwölf Jahren Schlagzeug zu spielen und trat bereits drei Jahre später mit bekannten brasilianischen Musikern auf. Nach einer Ausbildung am Instituto Villa-Lobos in Rio, bei Pro Arte und der Musikschule Guerra Peixe trat er mit einem eigenen Trio im Bossa-Nova-Stil auf, mit dem er zwischen 1966 und 1968 auch im brasilianischen Fernsehen spielte. 1975 zog er nach New York City, wo er Mitglied verschiedener Formationen wurde, die sich sogenanntem brasilianischen Jazz widmeten, wie etwa Brazilian Express, The New York Samba Band und The Brazilian Jazz All Stars, denen unter anderen Bob Mintzer, Eliane Elias und Randy Brecker angehörten. Von 1984 bis 1999 war er Lehrer beim Drummer’s Collective in New York. 1989 gründete er mit Romero Lubambo und Nilson Matta das Trio da Paz, welches bis heute besteht.
Er nahm als Schlagzeuger an der Produktion von über 200 Alben mit renommierten Musikern wie Antônio Carlos Jobim, Astrud Gilberto, Herbie Mann, Lee Konitz, Joe Henderson, Gerry Mulligan, Emily Remler, Claudio Roditi, Herbie Mann, Joanne Brackeen, Kenny Barron oder John Zorn teil. Seine Frau, Maucha Adnet,  wurde vor ihrer Solokarriere als Sängerin bei Antônio Carlos Jobim bekannt.
Sein Buch Brazilian Rhythms for Drumset ist mittlerweile zu einem Standardwerk für Schlagzeuger geworden, die sich für brasilianische Musik interessieren.
Duduka Da Fonseca, Nilson Matte und Hélio Alves bilden zusammen das Brazilian Trio, das seit 2014 zusammen mit dem deutschen Vibraphonisten Wolfgang Lackerschmid auf der Bühne steht.

## Diskographie (Auswahl)
- Brazil From the Inside, mit dem Trio da Paz, Concord Jazz, 1992, CD
- Partido Out, mit dem Trio da Paz, Malandro Records, 1998, CD
- Samba Jazz Fantasia, Malandro Records, 2002, CD
- Samba Jazz in Black & White, Zoho Music, 2006, CD
- Duduka Da Fonseca / Hélio Alves Songs from the Last Century (2005, Eddie Gomez, Phil Woods, Oscar Castro-Neves u. a.)
- Samba Gostoso / Wolfgang Lackerschmid & The Brazilian Trio (2016)[1]
- Duduka da Fonseca & Hélio Alves feat. Maucha Adnet: Samba Jazz & Tom Jobim (Sunnyside 2019, mit Hans Glawischnig, Billy Drewes, Romero Lubambo sowie Wynton Marsalis, Claudio Roditi)